# Tiếng Quảng Lâm
Tiếng Quảng Lâm là một ngôn ngữ chưa được phân loại, thuộc ngữ hệ Nam Á, được nói ở xã Quảng Lâm, huyện Mường Nhé, tỉnh Điện Biên, Việt Nam. Nguyễn Văn Huy (1975) là tài nguyên được công bố duy nhất chứa thông tin về tiếng Quảng Lâm. Ethnologue liệt kê tiếng Quảng Lâm như một tên thay thế cho tiếng Kháng.
Người nói tiếng Quảng Lâm được phân loại chính thức là người dân tộc Kháng.

## Phân loại
Nguyễn Văn Huy (1975) suy đoán rằng tiếng Quảng Lâm có thể liên quan mật thiết đến tiếng Kháng (được phân loại khác nhau theo ngôn ngữ Palaung hoặc Khơ Mú), nhưng điều này vẫn chưa được xác minh. Dữ liệu còn ít ỏi và chỉ được trình bày bằng chữ Việt Nam (chữ Quốc ngữ). Người nói tiếng Quảng Lâm khẳng định không có tên tự gọi, và chỉ đơn giản gọi mình là "Brển Quảng Lâm". Từ của họ cho từ "người" là p'xinh, cũng là tên của tiếng Bit (Psing).

## Âm vị học
Nguyễn Văn Huy (1975: 431) liệt kê các phụ âm phức Quảng Lâm sau đây bằng chữ Việt: s'n, p'x, p's, p'k ', p'r, th'l, chơr, s'ch, s'i, k'r, k'ch, m'r, l'm, r'v, d'd, r'l.

## Từ vựng
Từ vựng (Nguyễn Văn Huy 1975):
| Việt            | Quảng Lâm       |
| --------------- | --------------- |
| đầu             | k'lác           |
| mắt             | ngai            |
| tóc             | đoỏng k'lai     |
| răng            | s'rưng          |
| lưỡi            | sản tác         |
| cổ              | nor             |
| gáy             | sẩm oóc         |
| cằm             | dạng guông      |
| vú              | bo              |
| lưng            | kẳn đút         |
| ruột            | s'rêng          |
| gan             | k'lơm           |
| mặt             | sẳn             |
| xương           | ch'ưng          |
| da              | tail nu         |
| lông            | đoong           |
| tay             | ti              |
| máu             | s'nưm           |
| nước            | rợ om           |
| mặt trời        | ngay            |
| ngôi sao        | sặng mêng       |
| mặt trăng       | ch'rêng         |
| mưa             | k'li            |
| sông            | rợ om           |
| rừng            | lẩm bắt         |
| lá              | s'lãng          |
| hoa             | bar             |
| quả             | p'lê            |
| gạo             | ma              |
| chim            | k'chiêm         |
| trứng           | đoong           |
| cánh            | s'nẳng          |
| sừng            | ngoi            |
| mỡ              | l'mưi           |
| sữa             | ỏm bô           |
| chó             | chu             |
| gà              | điar            |
| trâu            | t'rác           |
| mèo             | meo             |
| hổ              | r'vai           |
| nai             | chác            |
| khỉ             | soa             |
| ong             | r'li            |
| rắn             | mar             |
| vắt             | p'lơm           |
| đỏ              | xỏ              |
| trắng           | búc             |
| nhiều           | lẹ đín          |
| ít              | cẩn đết         |
| chua            | ba              |
| đắng            | chăng           |
| ngọt            | sê              |
| chín            | đinh êm         |
| tốt             | an              |
| xa              | dứ              |
| hẹp             | hăng kép        |
| mỏng            | th'lang         |
| sắc             | lấp             |
| mới             | tol mê          |
| lớn             | đĩnh            |
| bé              | cẳn đét         |
| rét             | ăng             |
| dài             | dao             |
| ngắn            | dêt             |
| bẩn             | dã              |
| nổi             | pul             |
| no              | p'si            |
| sợ              | ơl              |
| nói             | hậu             |
| khóc            | nham            |
| ăn              | tu              |
| cắn             | ác              |
| cho             | ê               |
| chết            | ngát            |
| để              | onr             |
| bú              | tênh bo         |
| ốm              | chô             |
| chôn            | tớp             |
| con má          | m'ngặt          |
| hỗn             | sậl mal         |
| khăn            | p'kăn           |
| mũ              | môóc            |
| nhà             | nha             |
| cột             | răng            |
| củi             | xi              |
| khói            | tơ              |
| nướng           | kóp             |
| thuyền          | nôl             |
| nỏ              | s'na            |
| đàn bà          | quẩy m'căn      |
| chúng tôi       | do              |
| ngồi            | nhỗ             |
| bay             | pơnr            |
| bò              | k'rpưng         |
| trói            | tóc             |
| đập             | táp             |
| bắn             | pênh            |
| kéo             | lác             |
| kẹp             | đép             |
| chém            | mác             |
| con             | kôn             |
| cháu            | chau            |
| tháng           | trợ rêng        |
| bán             | tol             |
| mũi             | mots            |
| môi             | chẩm bếp        |
| má              | bom             |
| tai             | tarô            |
| mắt             | ràng mang       |
| thịt            | xáp             |
| chân            | đing            |
| trời            | ngơ ó           |
| đất             | đơlr            |
| sấm             | sẩm đơl         |
| đá              | lưng            |
| lúa             | ma              |
| gạo             | d'du            |
| rượu            | cô              |
| cá              | dách            |
| lợn             | k'lếch          |
| ruồi            | ngờ roi         |
| muỗi            | dầng đóts       |
| xanh            | pêl             |
| vàng            | or              |
| đen             | uếch            |
| mặn             | chăng           |
| cay             | vĭ              |
| dày             | cẩm bưl         |
| cùn             | đim             |
| cũ              | sít             |
| già             | ni rá           |
| trẻ             | sợ ol           |
| khô             | k'ró            |
| trớt            | kô              |
| ấm              | só              |
| tối             | dơl             |
| sạch            | ngam            |
| nặng            | k'lêng          |
| nhẹ             | s'chơl          |
| mòn             | k'loách         |
| đúng            | kọ              |
| biết            | băn             |
| đói             | po              |
| yêu             | ngar đe         |
| cười            | nghét xơ        |
| uống            | tênh            |
| sống            | đi              |
| rửa             | kản giả         |
| ngủ             | ê               |
| có              | le              |
| váy             | s'niar          |
| mái nhà         | pợi nha         |
| con dao         | kơl nư          |
| cung            | k'r'tốc         |
| tên             | căm             |
| đàn ông         | ngảy m'ru       |
| chúng mày       | mi              |
| đực             | ảy m'ru         |
| cái             | ảy m'căn        |
| ho              | sảng căy        |
| đi              | nhăng           |
| đến             | rot'            |
| về              | uých            |
| dừng            | tưng            |
| ngã             | àrợ rung        |
| rụng            | tổng li         |
| chạy            | teo             |
| nhảy            | m'rao           |
| mặc             | tóc             |
| đeo             | ch'loa          |
| giết            | pát             |
| cúi             | nưm             |
| nắm             | nháp            |
| mài             | bát             |
| làm             | teng            |
| lửa             | xi              |
| con chuột       | p'răng, ha, tot |
| ruột            | s'rêng          |
| máu             | s'nưm           |
| nước            | rợ om           |
| mặt trăng       | ch'rêng         |
| chim            | k'chiêm         |
| người           | p'xinh          |
| bắt             | k'rưp           |
| ngày            | m'ni            |
| phổi            | chà sô          |
| da              | tal nu          |
| bụng            | kelung          |
| ngực            | đo              |
| cành            | đến             |
| rễ              | rơt's           |
| cây             | dông            |
| cái quần        | chụng           |
| cái ào          | lóp             |
| cái chài        | rứp             |
| đào             | pức             |
| chẻ             | lơr             |
| trèo            | bỏ              |
| quay            | k'líc           |
| hút             | tênh            |
| cao             | xung            |
| thấp            | tắm             |
| tròn            | mŏn             |
| hạt             | ken             |
| củ              | bẳn             |
| gần             | chăm            |
| cái cửa         | t'tu            |
| nghe            | pắng            |
| người Quảng Lâm | Brển Quảng Lâm  |
| người Khơ Mú    | Brển Kỷ Lậu     |
| Người Cống      | Brển Côống Venh |